# Krpejce
Krpejce (en serbe cyrillique : Крпејце) est un village de Serbie situé sur le territoire de la Ville de Leskovac, district de Jablanica. Au recensement de 2011, il comptait 17 habitants.
Krpejce est également connu sous le nom de Krpejice.

## Démographie
| 1948 | 1953 | 1961 | 1971 | 1981 | 1991 | 2002 | 2011 |
| ---- | ---- | ---- | ---- | ---- | ---- | ---- | ---- |
| 262  | 172  | 110  | 118  | 116  | 74   | 47   | 17   |

|  |